# Escrita da Sardenha
O sardo, língua da Sardenha é uma língua que a maioria dos autores identificam como “mediterrânea” e seria a língua grafada nas raras estelas conhecidas da Escrita da Sardenha. Desta escrita, existem apenas duas inscrições incompletas e uma completa, a chamada “Pedra de Nora”, todas datadas do começo do século IX a.C. Este diminuto conjunto não permite obter dados suficientes sobre esta escrita.